# کنفرانس باندونگ

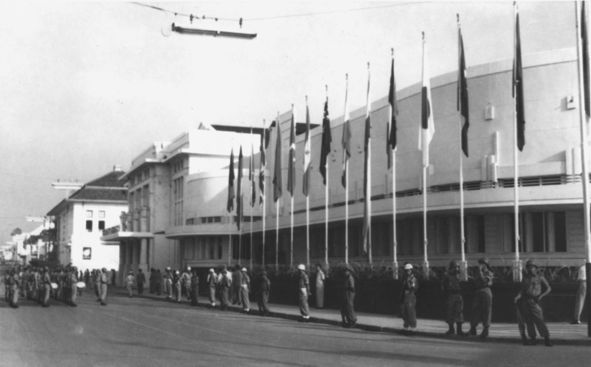
ساختمان برگزاری همایش باندونگ، ۱۹۵۵.

کنفرانس باندونگ که کنفرانس آسیایی-آفریقایی و کنفرانس آفریقا و آسیا نیز نامیده شده همایش بزرگی بود در سال ۱۹۵۵ میلادی که با شرکت ۲۹ کشور جهان در باندونگ اندونزی انجام شد. بیشتر کشورهای شرکت‌کننده کشورهایی تازه‌استقلال‌یافته بودند و اهداف این همایش، پیشبرد همکاری‌های اقتصادی و فرهنگی میان آسیا و آفریقا و ضدیت با استعمارگرایی و هم‌چنین استعمار نو توسط ایالات متحده و شوروی بود.
کنفرانس باندونگ از ۱۸ تا ۲۴ آوریل ۱۹۵۵ برگزار شد و سران بیش از نیمی از جمعیت کره زمین در آن شرکت داشتند.
کنفرانس باندونگ نخستین تلاش برای ایجاد همگرایی میان کشورهایی که بعدها به جنبش غیرمتعدها معروف شدند به‌شمار می‌آید.
برگزارکنندگان این همایش کشورهای اندونزی، برمه، پاکستان، سیلان و هند بودند و هماهنگ‌کننده آن روسلان عبدالغنی، دبیرکل وزرات امور خارجه اندونزی بود.
جواهر لعل نهرو از هند، سوکارنو از اندونزی، جمال عبدالناصر از مصر، و چوئن لای از چین از جمله شخصیت‌هایی بودند که در این همایش حضور داشتند.
ایران نیز از کشورهای شرکت‌کننده در کنفرانس باندونگ بود و دکتر جلال عبده که با مقام سفیری به جای نصرالله انتظام سمت نمایندگی دایم ایران در سازمان ملل را داشت در کنفرانس باندونگ به عنوان رئیس هیئت ایرانی شرکت کرد.
حضور آفریقا در باندونگ چشمگیر نبود زیرا بخش اعظم این قاره هنوز مستعمره بود و تنها کشورهای مصر، اتیوپی و لیبریا در آن زمان مستقل بودند.
در این کنفرانس چین مائوئیست خود را در رقابت بر ریاست جهان کمونیست با اتحاد جماهیر شوروی مطرح می‌کند.

## برآیند
در پایان کنفرانس باندونگ اعلانیه‌ای به نام «اعلانیه پیشبرد آشتی و همکاری جهانی» صادر شد که مفاد ۱۰ ماده‌ای آن از این قرار است:
1. احترام به حقوق اساسی انسانی و به هدف‌ها و اصول منشور ملل متحد
2. احترام به حاکمیت و تمامیت سرزمینی همه ملت‌ها چه کوچک و چه بزرگ
3. به رسمیت شناختن برابری همه نژادها و ملت‌ها
4. خودداری از دخالت یا مداخله در امور داخلی کشورهای دیگر
5. احترام به حق هر ملت در دفاع مشروع فردی یا جمعی مطابق منشور ملل متحد
6. خودداری از تجاوز یا تهدید به تجاوز با استفاده از زور علیه تمامیت سرزمینی یا استقلال سیاسی هر کشور
7. خودداری از ترتیب دادن قراردادهای دفاع جمعی برای خدمت به منافع خاص هریک از قدرت‌های بزرگ و نیز خودداری از اعمال فشار به هر کشور توسط کشور دیگر
8. حل اختلافات بین‌المللی از راه‌های صلح‌آمیز از جمله مذاکره، آشتی، داوری یا رسیدگی قضایی و نیز راه‌های دیگر صلح‌آمیز به انتخاب طرفین اختلاف مطابق با منشور ملل متحد
9. ارتقای همیاری و منافع متقابل
10. رعایت عدالت و تعهدات بین‌المللی

## کشورهای شرکت‌کننده

۲۹ کشور شرکت‌کننده در کنفرانس باندونگ. این کشورها یک‌چهارم از مساحت کره زمین و بیش از ۱٫۵ میلیارد نفر را نمایندگی می‌کردند.

کشورهای عضو جنبش غیرمتعهدها در سال ۲۰۰۵ (میلادی)
آبی تیره: عضو، آبی روشن: ناظر.

- افغانستان
- میانمار
- کامبوج
- سری‌لانکا
- جمهوری خلق چین
- قبرس[۵]
- مصر
- اتیوپی
- هند
- اندونزی
- ایران
- عراق
- ژاپن
- اردن
- لائوس
- لبنان
- لیبریا
- لیبی
- نپال
- پاکستان
- فیلیپین
- عربستان سعودی
- سوریه
- سودان
- تایلند
- ترکیه
- ویتنام شمالی
- ویتنام جنوبی
- یمن